# 3000 안타 클럽

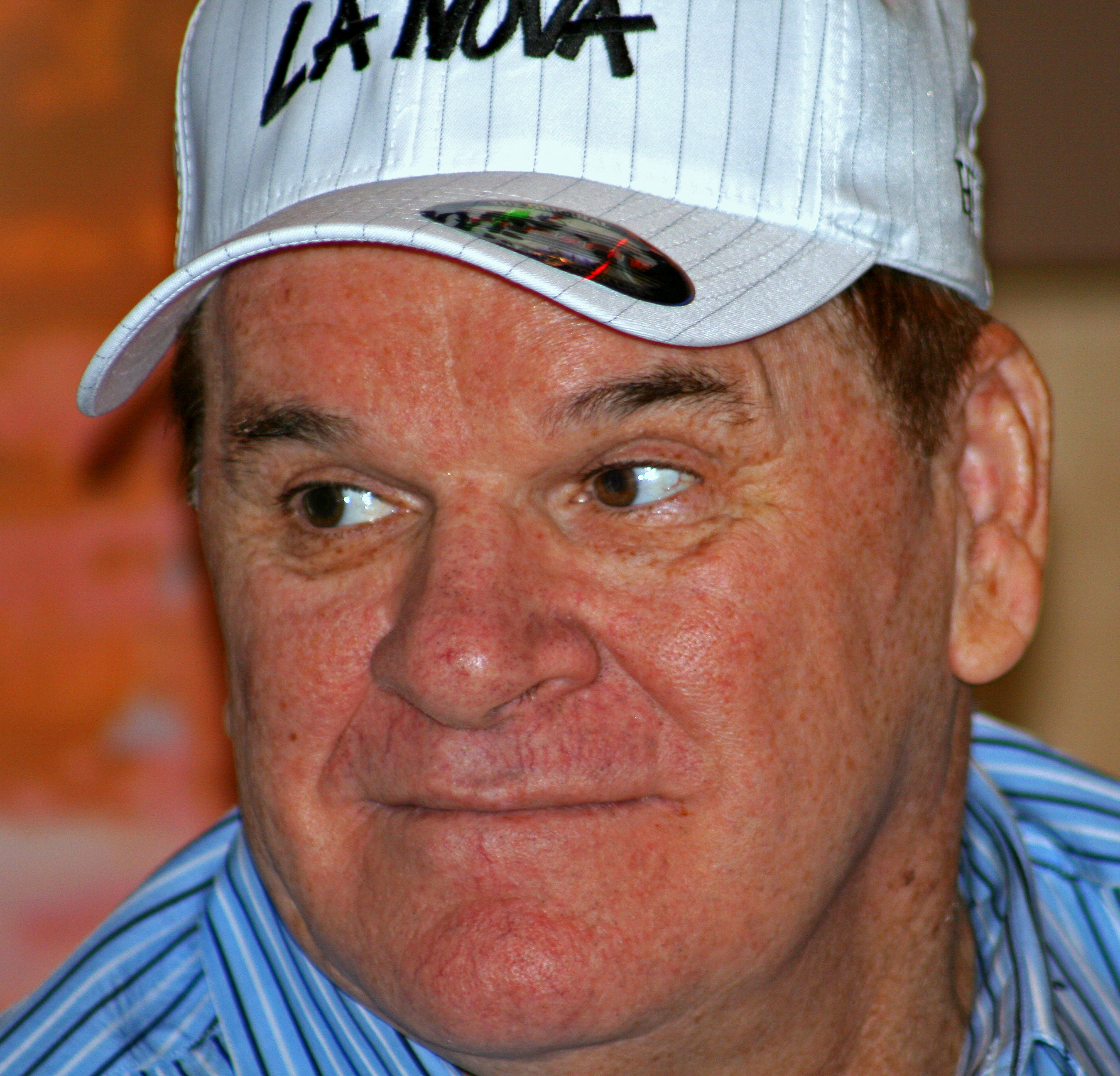
MLB 역대 최다 안타 기록 보유자 피트 로즈.

메이저 리그 베이스볼 (MLB)에서, 3,000 안타 클럽(3,000 hit club)에는 3,000개 또는 그 이상의 안타를 친 타자들이 가입되어 있다. 1897년 7월 18일, 캡 앤슨이 이 클럽에 처음으로 입성했다. 냅 라조이와 호너스 와그너, 이 두 선수는 모두 1914년 시즌에 3,000 안타를 달성했다. 타이 콥이 1921년 이 클럽의 네 번째 회원이 되었고, 이어서 1927년에는 MLB 역사상 최초로 4,000 안타를 기록했으며, 4,100 안타 이상을 친 뒤 은퇴했다. 그는 MLB 통산 타율 역대 1위 기록 보유자이며, 1985년 9월 11일 피트 로즈가 4,192번째 안타로 새롭게 역사를 쓰기 전까지 MLB 통산 안타 역대 1위 또한 그의 자리였다. 4,256안타로 현재 역대 1위에 이름을 올리고 있는 피트 로즈는 감독 시절에 저지른 경기 도박 때문에 너무나 당연해 보였던 명예의 전당 입성에 실패했다. 로베르토 클레멘테는 자신의 프로 마지막 타석에서 안타를 쳐내며 정확히 3,000 안타를 기록했다.
MLB 역사상 모두 33명의 선수만이 3,000 안타 혹은 그 이상을 쳐냈으며, 이중 18명이 우타, 13명이 좌타, 그리고 2명이 스위치 히터였다. 이들 중 열 명은 메이저 리그 한 팀에서만 뛰었다. 클리블랜드 가디언스와 디트로이트 타이거스는 메이저 리그 팀 가운데 유일하게 이 기록을 달성한 선수를 세 명(클리블랜드의 경우 냅스 시절의 냅 라조이, 트리스 스피커, 그리고 에디 머리, 디트로이트의 경우 타이 콥, 알 칼라인, 미겔 카브레라)이나 보유하고 있다. 특히 3,000안타를 달성한 선수들 중 행크 에런, 윌리 메이스, 에디 머리, 라파엘 팔메이로, 앨버트 푸홀스, 알렉스 로드리게스, 미겔 카브레라는 500 홈런 클럽에도 이름을 올리고 있다. 이 선수들 중 타이 콥이 통산 .367로 가장 높은 타율을, 칼 립켄 주니어가 타율 .276으로 가장 낮은 타율을 기록했다. 데릭 지터, 웨이드 보그스, 알렉스 로드리게스는 3,000번째 안타를 홈런으로 쳐냈으며, 폴 몰리터와 스즈키 이치로는 이들 중 유일하게 3루타로 기록을 달성했다. 그 이외에는 단타와 2루타였다. 크레이그 비지오의 경우에는 1루를 돌고 2루를 노리다가 아웃을 당했다. 크레이그 비지오와 데릭 지터는 기록을 달성한 경기에서 5안타를 쳐냈는데, 지터만이 유일하게 전 타석에서 베이스에 안전하게 진루했다.
야구 관련 저술을 해온 조시 파히기안은 3,000 안타 클럽이 "최고의 타격 능력을 평가할 수 있는 것으로 여겨져 온 중요한 지표"라고 말했다. 실제로, 3,000 안타 클럽 가입은 미국 야구 명예의 전당에 들어갈 수 있는 보증 수표로 인정받는다. 현재 3,000 안타 달성자 중 라파엘 팔메이로와 알렉스 로드리게스를 제외하고 명예의 전당 후보 자격을 갖춘 선수들은 빠짐없이 명예의 전당에 입성하고 있다. 특히 1962년부터는 크레이그 비지오만을 제외한 모든 선수들이 첫 투표에서 바로 명예의 전당에 입회하고 있다. 피트 로즈는 1989년 영구 제명을 당해 명예의 전당 후보 자격을 상실했다. 라파엘 팔메이로는 2014년 투표에서 5% 이상의 지지를 받지 못해 다음 해부터 후보 자격에 오를 수 없게 됐다.

## 설명

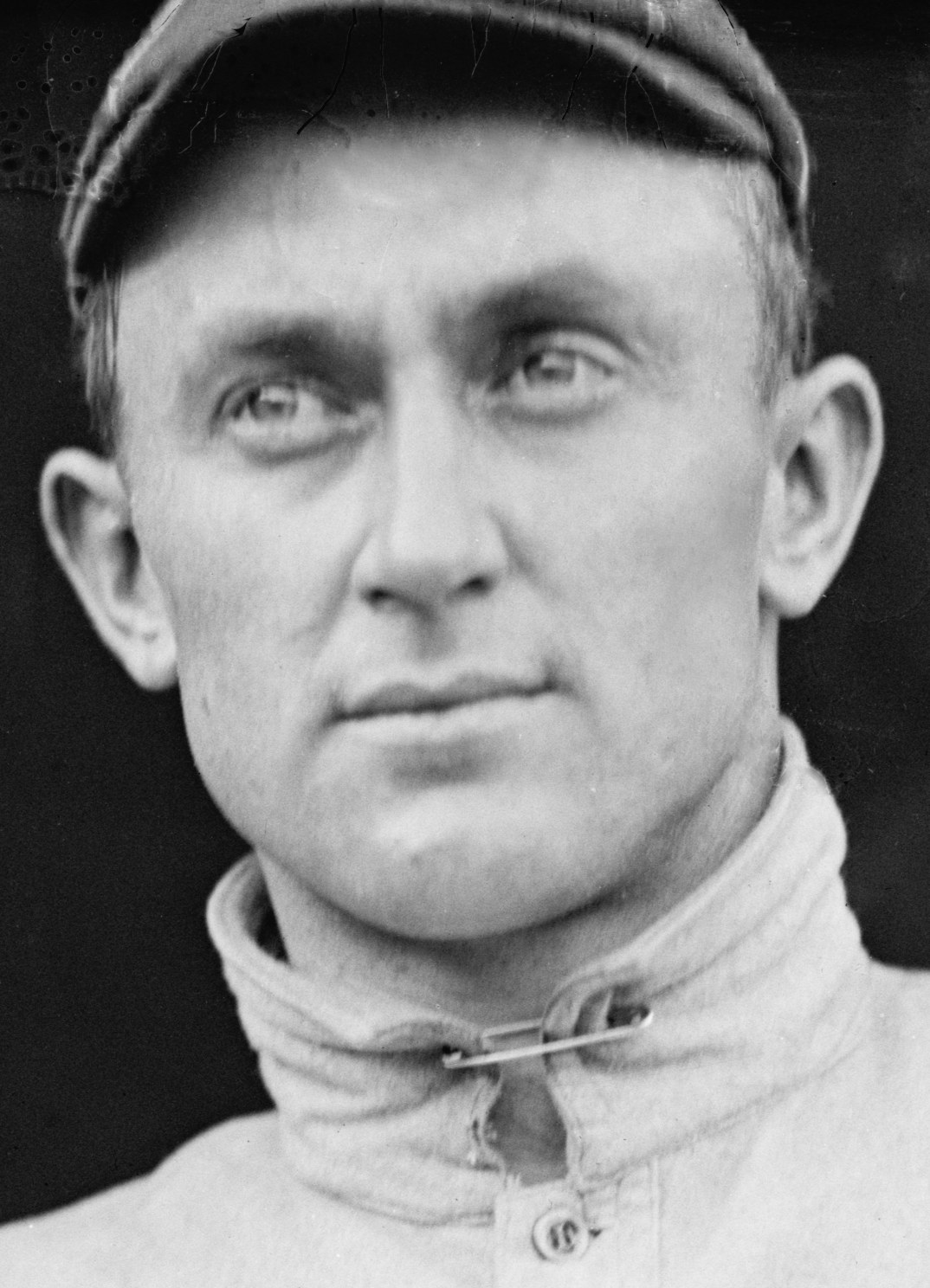
1928년 시즌 타이 콥은 4,000 안타를 넘어섰고 이후 1985년 피트 로즈가 다시 이 기록에 다다르기 전까지 이 기록의 유일한 보유자였다.

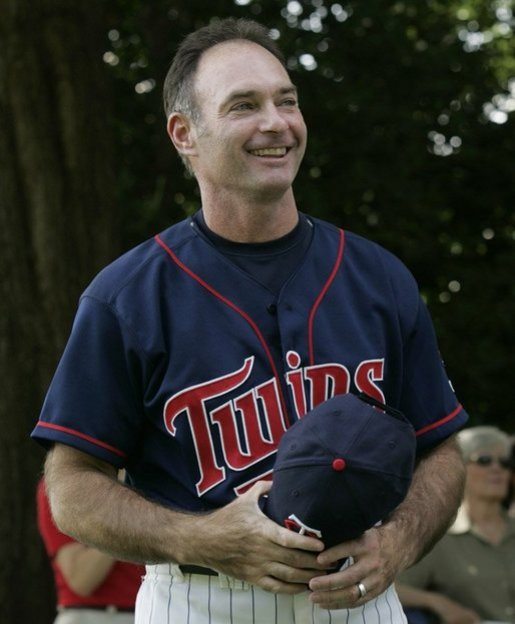
폴 몰리터는 3루타로 3,000 안타를 쳐낸 첫 번째 타자이다.

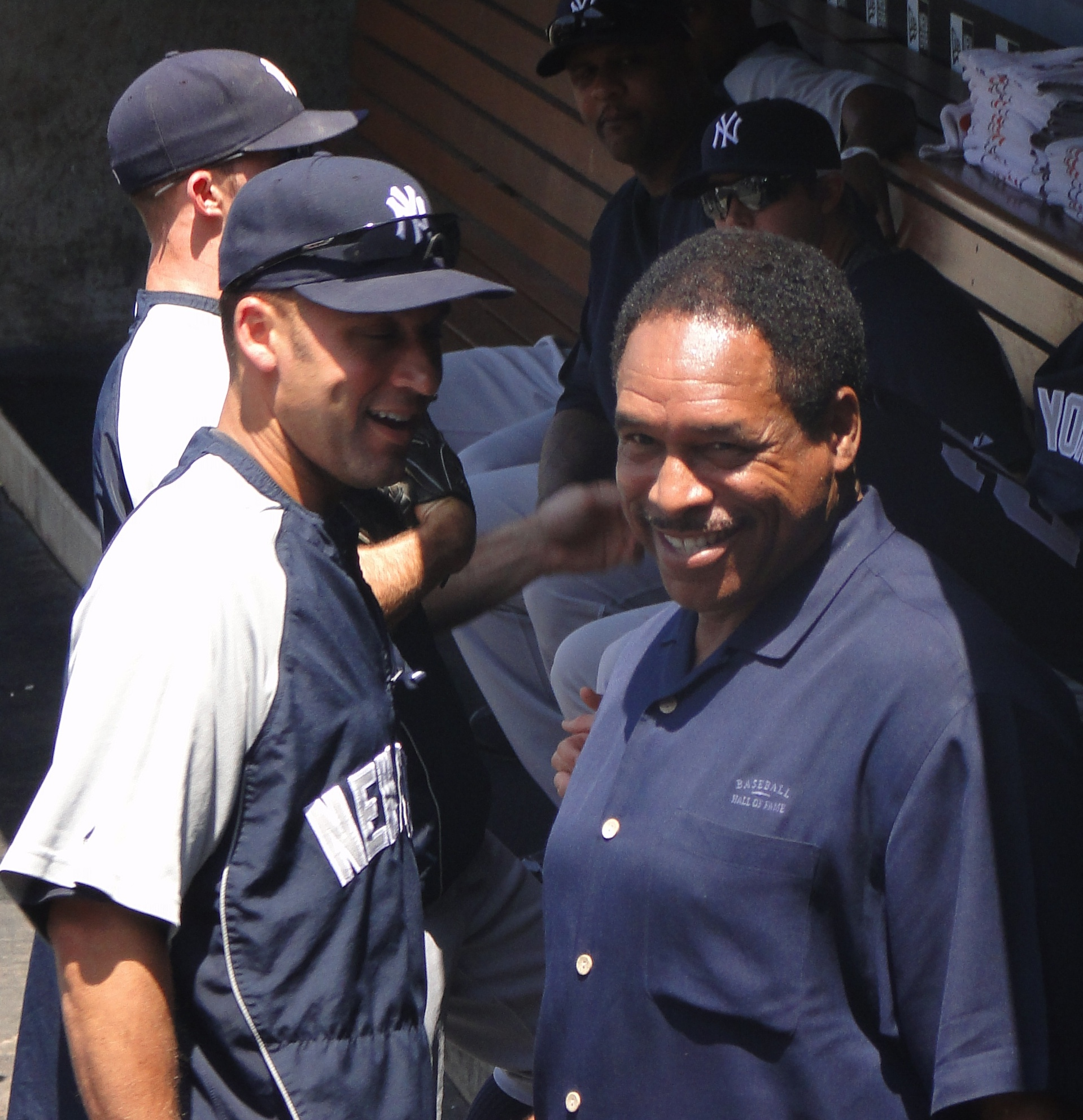
이 클럽의 회원인 데릭 지터 (왼쪽)과 데이브 윈필드 (오른쪽).

| 선수           | 선수의 이름                     |
| 안타           | 통산 안타 수                    |
| 타율           | 통산 타율                       |
| 날짜           | 3,000 안타를 달성한 날짜        |
| 팀             | 3,000 안타를 달성했을 때 소속팀 |
| 시즌           | 메이저 리그에서 뛰었던 기간     |
| 3,000번째 안타 | 3,000번째로 기록된 안타의 종류  |
| *              | 미국 야구 명예의 전당 헌액자    |
| 이중 칼표      | 현역 선수                       |
| 칼표           | 500 홈런 달성자                 |

## 회원
기록은 2023년 시즌 종료를 기준으로 업데이트됨
| 선수               | 안타  | 타율 | 날짜            | 팀                    | 시즌                       | 3,000번째 안타 | 각주   |
| ------------------ | ----- | ---- | --------------- | --------------------- | -------------------------- | -------------- | ------ |
| 피트 로즈          | 4,256 | .303 | 1978년 5월 5일  | 신시내티 레즈         | 1963~1986                  | 안타           | [ 26 ] |
| 타이 콥*           | 4,191 | .366 | 1921년 8월 19일 | 디트로이트 타이거스   | 1905~1928                  | 안타           | [ 10 ] |
| 행크 에런*         | 3,771 | .305 | 1970년 5월 17일 | 애틀랜타 브레이브스   | 1954~1976                  | 안타           | [ 27 ] |
| 스탠 뮤지얼*       | 3,630 | .331 | 1958년 5월 13일 | 세인트루이스 카디널스 | 1941~1944, 1946~1963       | 2루타          | [ 28 ] |
| 트리스 스피커*     | 3,514 | .345 | 1925년 5월 17일 | 클리블랜드 인디언스   | 1907~1928                  | 안타           | [ 29 ] |
| 데릭 지터*         | 3,465 | .310 | 2011년 7월 9일  | 뉴욕 양키스           | 1995~2014                  | 홈런           | [ 30 ] |
| 호너스 와그너*     | 3,430 | .329 | 1914년 6월 9일  | 피츠버그 파이리츠     | 1897~1917                  | 2루타          | [ 31 ] |
| 칼 야스트렘스키*   | 3,419 | .285 | 1979년 9월 12일 | 보스턴 레드삭스       | 1961~1983                  | 안타           | [ 32 ] |
| 앨버트 푸홀스      | 3,384 | .296 | 2018년 5월 4일  | 로스앤젤레스 에인절스 | 2001~2022                  | 안타           | [ 33 ] |
| 폴 몰리터*         | 3,319 | .306 | 1996년 9월 16일 | 미네소타 트윈스       | 1978~1998                  | 3루타          | [ 34 ] |
| 에디 콜린스*       | 3,314 | .333 | 1925년 6월 3일  | 시카고 화이트삭스     | 1906~1930                  | 안타           | [ 35 ] |
| 윌리 메이스*       | 3,293 | .301 | 1970년 7월 18일 | 샌프란시스코 자이언츠 | 1948, 1951~1952, 1954~1973 | 안타           | [ 36 ] |
| 에디 머리*         | 3,255 | .287 | 1995년 6월 30일 | 클리블랜드 인디언스   | 1977~1997                  | 안타           | [ 37 ] |
| 냅 라조이*         | 3,252 | .339 | 1914년 9월 27일 | 클리블랜드 냅스       | 1896~1916                  | 2루타          | [ 39 ] |
| 칼 립켄 주니어*    | 3,184 | .276 | 2000년 4월 15일 | 볼티모어 오리올스     | 1981~2001                  | 안타           | [ 41 ] |
| 미겔 카브레라      | 3,174 | .307 | 2022년 4월 23일 | 디트로이트 타이거스   | 2003~2023                  | 안타           | [ 42 ] |
| 아드리안 벨트레*   | 3,166 | .286 | 2017년 7월 30일 | 텍사스 레인저스       | 1998~2018                  | 2루타          | [ 43 ] |
| 조지 브렛*         | 3,154 | .305 | 1992년 9월 30일 | 캔자스시티 로열스     | 1973~1993                  | 안타           | [ 44 ] |
| 폴 워너*           | 3,152 | .333 | 1942년 6월 19일 | 보스턴 브레이브스     | 1926~1945                  | 안타           | [ 45 ] |
| 로빈 욘트*         | 3,142 | .285 | 1992년 9월 9일  | 밀워키 브루어스       | 1974~1993                  | 안타           | [ 46 ] |
| 토니 그윈*         | 3,141 | .338 | 1999년 8월 6일  | 샌디에이고 파드리스   | 1982~2001                  | 안타           | [ 47 ] |
| 알렉스 로드리게스  | 3,115 | .295 | 2015년 6월 19일 | 뉴욕 양키스           | 1994~2013, 2015~2016       | 홈런           | [ 48 ] |
| 데이브 윈필드*     | 3,110 | .283 | 1993년 9월 16일 | 미네소타 트윈스       | 1973~1995                  | 안타           | [ 49 ] |
| 스즈키 이치로      | 3,089 | .311 | 2016년 8월 7일  | 마이애미 말린스       | 2001~2019                  | 3루타          | [ 50 ] |
| 크레이그 비지오*   | 3,060 | .281 | 2007년 6월 28일 | 휴스턴 애스트로스     | 1988~2007                  | 안타           | [ 51 ] |
| 리키 헨더슨*       | 3,055 | .279 | 2001년 10월 7일 | 샌디에이고 파드리스   | 1979~2003                  | 2루타          | [ 52 ] |
| 로드 커루*         | 3,053 | .328 | 1985년 8월 4일  | 캘리포니아 에인절스   | 1967~1985                  | 안타           | [ 53 ] |
| 루 브록*           | 3,023 | .293 | 1979년 8월 13일 | 세인트루이스 카디널스 | 1961~1979                  | 안타           | [ 54 ] |
| 라파엘 팔메이로    | 3,020 | .288 | 2005년 7월 15일 | 볼티모어 오리올스     | 1986~2005                  | 2루타          | [ 55 ] |
| 캡 앤슨*           | 3,011 | .331 | 1897년 7월 18일 | 시카고 콜츠           | 1871~1897                  | 안타           | [ 6 ]  |
| 웨이드 보그스*     | 3,010 | .328 | 1999년 8월 7일  | 탬파베이 데블레이스   | 1982~1999                  | 홈런           | [ 56 ] |
| 알 칼라인*         | 3,007 | .297 | 1974년 9월 24일 | 디트로이트 타이거스   | 1953~1974                  | 2루타          | [ 57 ] |
| 로베르토 클레멘테* | 3,000 | .317 | 1972년 9월 30일 | 피츠버그 파이리츠     | 1955~1972                  | 2루타          | [ 58 ] |

## 같이 보기
- 500 홈런 클럽

## 주해
1. 1 2 3  그러나 캡 앤슨의 통산 안타 개수는 불분명한데, 다음 두 가지 이유 때문이다. 먼저 1887년 MLB 시즌에는 볼넷도 안타로 기록하는 규정이 있었고,[1] 다음으로 캡 앤슨이 공식적으로 '메이저 리그'로 인정되지 않는 내셔널 어소시에이션 (NA)에서 다섯 시즌을 뛰었기 때문이다.[1][2] MLB.com에서는 1887년의 볼넷과 NA 시절의 기록을 제외하고 통산 3,011 안타로 적었다.[3] Baseball-Reference에서는 1887년의 볼넷은 제외하고 NA의 시절 기록은 포함시키면서, 1894년의 총 안타 개수를 MLB.com과 다르게 세어 통산 3,435 안타로 적었다.[4] 명예의 전당에서는 1887년의 볼넷을 포함(그렇게 되면 시즌 224 안타)했으나, NA 시절 기록은 제외했다.[5] 현재 메이저 리그 베이스볼의 공식 기록은 통산 3,081 안타로, 프로스포츠 통계사 엘리어스 스포츠뷰로의 기록을 따른 것이다.[6] 현재 본문에 기록된 날짜와 안타 개수는 MLB.com을 따랐다.
2. 1 2  MLB.com과 명예의 전당에서는 통산 4,191개의 안타로,[8][9] Baseball-Reference에서는 통산 4,189개 안타로 적고 있다.[10]
3. ↑  이 경기는 사실 로베르토 클레멘테의 마지막 경기가 아니었다. 이후 몇 경기에서 대수비로만 출장했고 타석에는 들어서지 못했다.[12][14] 시즌이 끝난 뒤인 1972년 12월 31일, 로베르토 클레멘테는 비행기 사고로 세상을 떠났다.[15]
4. ↑  MLB.com에서는 통산 3,252개의 안타로,[38] Baseball-Reference와 MLB.com의 3,000 안타 클럽 페이지에서는 각각 3,243과 3,242개의 안타로 적고 있다.[39][40]

## 참조
일반
- “Career Leaders & Records for Hits”. 《Baseball-Reference.com》. Sports Reference LLC. 2010년 7월 4일에 확인함.
- “3,000 Hits Club – Milestones”. 《MLB.com》. 메이저 리그 베이스볼. 2010년 6월 24일에 원본 문서에서 보존된 문서. 2010년 7월 4일에 확인함.
- “The 3,000 Hit Club”. National Baseball Hall of Fame. 2010년 7월 4일에 확인함.

세부
1. 1 2  Fleitz, David L. (2005). 《Cap Anson: The Grand Old Man of Baseball》. Jefferson, North Carolina: McFarland & Company. 346쪽. ISBN 0-7864-2238-6.
2. ↑  “Complete Baseball Team and Baseball Team Encyclopedias”. 《Baseball-Reference.com》. Sports Reference. 2010년 8월 8일에 원본 문서에서 보존된 문서. 2010년 7월 4일에 확인함.
3. ↑  “Cap Anson – Historical Player Stats”. 《MLB.com》. 메이저 리그 베이스볼. 2010년 7월 4일에 확인함.
4. ↑  “Cap Anson Statistics and History”. 《Baseball-Reference.com》. Sports Reference. 2010년 7월 4일에 확인함.
5. ↑  “Anson, Cap”. 《baseballhall.org》. Baseball Hall of Fame. 2010년 6월 22일에 원본 문서에서 보존된 문서. 2010년 7월 4일에 확인함.
6. 1 2  “Anson, Cap Hall of fame”. Baseball Hall of Fame.
7. ↑  “Progressive Leaders & Records for Hits”. 《Baseball-Reference.com》. Sports Reference LLC. 2010년 7월 4일에 확인함.
8. ↑  “Ty Cobb Stats, Bio, Photos, Highlights”. 《MLB.com》. 메이저 리그 베이스볼. 2010년 7월 4일에 확인함.
9. ↑  “Cobb, Ty”. 《baseballhall.org》. Baseball Hall of Fame. 2010년 7월 4일에 확인함.
10. 1 2  “Ty Cobb Statistics and History”. 《Baseball-Reference.com》. Sports Reference. 2010년 1월 4일에 원본 문서에서 보존된 문서. 2010년 7월 4일에 확인함.
11. ↑  Boswell, Thomas (1985년 9월 12일). “'Charlie Hustle' gets hit 4,192 to surpass Cobb, then another”. 《워싱턴 포스트》.
12. 1 2  “Roberto Clemente 1972 Batting Gamelogs”. 《Baseball-Reference.com》. Sports Reference LLC. 2010년 7월 4일에 확인함.
13. ↑  “September 30, 1972 New York Mets at Pittsburgh Pirates Play by Play and Box Score”. 《Baseball-Reference.com》. Sports Reference LLC. 2010년 7월 4일에 확인함.
14. ↑  “October 3, 1972 St. Louis Cardinals at Pittsburgh Pirates Play by Play and Box Score”. 《Baseball-Reference.com》. Sports Reference LLC. 2010년 7월 4일에 확인함.
15. ↑  Schwartz, Larry. “Clemente quietly grew in stature”. ESPN.com. 2010년 7월 4일에 확인함.
16. ↑  “Houston's Biggio lashes 3,000th: 'Tonight is the best'”. 《USA 투데이》. AP. 2007년 6월 29일. 2010년 7월 4일에 확인함.
17. ↑  Marchand, Andrew (2011년 7월 9일). “Derek Jeter gets 3,000th hit”. ESPN.com. 2011년 7월 9일에 확인함.
18. ↑  Pahigian, Josh (2010). 《The Seventh Inning Stretch: Baseball's Most Essential and Inane Debates》. 코네티컷주 길퍼드: 글로브 피쿼트 프레스. 80쪽. ISBN 978-1-59921-805-2.
19. ↑  Bloom, Barry M. (2005년 4월 27일). “Hoffman definitely Hall of Fame caliber”. 《MLB.com》 (MLB Advanced Media, L.P.). 2011년 4월 21일에 원본 문서에서 보존된 문서. 2015년 9월 2일에 확인함. There are milestones in other areas that always have been instant Hall of Fame qualifiers: 3,000 hits, 500 homers and 300 wins.
20. ↑  Haudricourt, Tom (1999년 11월). “Hall of Fame File”. 《Baseball Digest》: 75. 2010년 7월 4일에 확인함.[깨진 링크(과거 내용 찾기)]
21. ↑  Chass, Murray (2000년 4월 16일). “Baseball; Ripken Gets One More Big Number: 3,000 hits”. 《뉴욕 타임스》. 2010년 7월 4일에 확인함.
22. ↑  “Rules for Election”. National Baseball Hall of Fame. 2010년 5월 30일에 원본 문서에서 보존된 문서. 2010년 7월 4일에 확인함.
23. ↑  Erardi, John (2009년 8월 23일). “What is Pete Rose's true legacy?”. 《신시내티 인콰이어러》. 2010년 7월 4일에 확인함.
24. ↑  “2014 Hall of Fame voting”. 《Baseball-Reference.com》. Sports Reference. 2014년 2월 17일에 확인함.
25. ↑  피트 로즈는 메이저 리그 팀 감독으로 재직 중에 스포츠 도박에 연루되어 영구 제명을 당했으며, 명예의 전당 후보 자격도 박탈되었다.
26. ↑  “Pete Rose Statistics and History”. 《Baseball-Reference.com》. Sports Reference. April 12, 2009에 원본 문서에서 보존된 문서. July  4, 2010에 확인함.
27. ↑  “Hank Aaron Statistics and History”. 《Baseball-Reference.com》. Sports Reference. June 23, 2011에 원본 문서에서 보존된 문서. July 14, 2010에 확인함.
28. ↑  “Stan Musial Statistics and History”. 《Baseball-Reference.com》. Sports Reference. December  3, 2010에 원본 문서에서 보존된 문서. July  4, 2010에 확인함.
29. ↑  “Tris Speaker Statistics and History”. 《Baseball-Reference.com》. Sports Reference. November 27, 2009에 원본 문서에서 보존된 문서. July 14, 2010에 확인함.
30. ↑  “Derek Jeter Statistics and History”. 《Baseball-Reference.com》. Sports Reference. 2011년 6월 29일에 원본 문서에서 보존된 문서. 2011년 7월 9일에 확인함.
31. ↑  “Honus Wagner Statistics and History”. 《Baseball-Reference.com》. Sports Reference. December  3, 2010에 원본 문서에서 보존된 문서. July  4, 2010에 확인함.
32. ↑  “Carl Yastrzemski Statistics and History”. 《Baseball-Reference.com》. Sports Reference. December  4, 2010에 원본 문서에서 보존된 문서. July  4, 2010에 확인함.
33. ↑  “Albert Pujols Statistics and History”. 《Baseball-Reference.com》. Sports Reference. July  7, 2009에 원본 문서에서 보존된 문서. May  5, 2018에 확인함.
34. ↑  “Paul Molitor Statistics and History”. 《Baseball-Reference.com》. Sports Reference. April 30, 2011에 원본 문서에서 보존된 문서. July  4, 2010에 확인함.
35. ↑  “Eddie Collins Statistics and History”. 《Baseball-Reference.com》. Sports Reference. April 30, 2011에 원본 문서에서 보존된 문서. July  4, 2010에 확인함.
36. ↑  “Willie Mays Statistics and History”. 《Baseball-Reference.com》. Sports Reference. April 13, 2009에 원본 문서에서 보존된 문서. July  4, 2010에 확인함.
37. ↑  “Eddie Murray Statistics and History”. 《Baseball-Reference.com》. Sports Reference. May 19, 2009에 원본 문서에서 보존된 문서. July  4, 2010에 확인함.
38. ↑  “Nap Lajoie Stats, Bio, Photos, Highlights”. 《MLB.com》. 메이저 리그 베이스볼. 2012년 8월 23일에 확인함.
39. 1 2  “Nap Lajoie Statistics and History”. 《Baseball-Reference.com》. Sports Reference. 2010년 7월 4일에 확인함.
40. ↑  “3,000 Hits Club – Milestones”. 《MLB.com》. 메이저 리그 베이스볼. 2010년 6월 24일에 원본 문서에서 보존된 문서. 2012년 10월 5일에 확인함.
41. ↑  “Cal Ripken Statistics and History”. 《Baseball-Reference.com》. Sports Reference. January  4, 2010에 원본 문서에서 보존된 문서. July  4, 2010에 확인함.
42. ↑  “Miguel Cabrera Statistics and History”. 《Baseball-Reference.com》. Sports Reference. April  6, 2009에 원본 문서에서 보존된 문서. April 24, 2022에 확인함.
43. ↑  “Adrian Beltre Statistics and History”. 《Baseball-Reference.com》. Sports Reference. September 27, 2018에 원본 문서에서 보존된 문서. September 29, 2018에 확인함.
44. ↑  “George Brett Statistics and History”. 《Baseball-Reference.com》. Sports Reference. April 25, 2011에 원본 문서에서 보존된 문서. July  4, 2010에 확인함.
45. ↑  “Paul Waner Statistics and History”. 《Baseball-Reference.com》. Sports Reference. December  3, 2010에 원본 문서에서 보존된 문서. July  4, 2010에 확인함.
46. ↑  “Robin Yount Statistics and History”. 《Baseball-Reference.com》. Sports Reference. April 27, 2011에 원본 문서에서 보존된 문서. July  4, 2010에 확인함.
47. ↑  “Tony Gwynn Statistics and History”. 《Baseball-Reference.com》. Sports Reference. April 30, 2011에 원본 문서에서 보존된 문서. July  4, 2010에 확인함.
48. ↑  “Alex Rodriguez Statistics and History”. 《Baseball-Reference.com》. Sports Reference. July 12, 2010에 원본 문서에서 보존된 문서. June 19, 2015에 확인함.
49. ↑  “Dave Winfield Statistics and History”. 《Baseball-Reference.com》. Sports Reference. April 30, 2011에 원본 문서에서 보존된 문서. July  4, 2010에 확인함.
50. ↑  “Ichiro Suzuki Statistics and History”. 《Baseball-Reference.com》. Sports Reference. May 18, 2009에 원본 문서에서 보존된 문서. August  7, 2016에 확인함.
51. ↑  “Craig Biggio Statistics and History”. 《Baseball-Reference.com》. Sports Reference. December  3, 2010에 원본 문서에서 보존된 문서. July  4, 2010에 확인함.
52. ↑  “Rickey Henderson Statistics and History”. 《Baseball-Reference.com》. Sports Reference. December  3, 2010에 원본 문서에서 보존된 문서. July  4, 2010에 확인함.
53. ↑  “Rod Carew Statistics and History”. 《Baseball-Reference.com》. Sports Reference. October 15, 2012에 원본 문서에서 보존된 문서. July  4, 2010에 확인함.
54. ↑  “Lou Brock Statistics and History”. 《Baseball-Reference.com》. Sports Reference. March 22, 2010에 원본 문서에서 보존된 문서. July  4, 2010에 확인함.
55. ↑  “Rafael Palmeiro Statistics and History”. 《Baseball-Reference.com》. Sports Reference. April 30, 2011에 원본 문서에서 보존된 문서. July  4, 2010에 확인함.
56. ↑  “Wade Boggs Statistics and History”. 《Baseball-Reference.com》. Sports Reference. April 30, 2011에 원본 문서에서 보존된 문서. July  4, 2010에 확인함.
57. ↑  “Al Kaline Statistics and History”. 《Baseball-Reference.com》. Sports Reference. June 29, 2011에 원본 문서에서 보존된 문서. July  4, 2010에 확인함.
58. ↑  “Roberto Clemente Statistics and History”. 《Baseball-Reference.com》. Sports Reference. July 22, 2017에 원본 문서에서 보존된 문서. July 30, 2017에 확인함.